# 영천 묘봉암 목우자수심결
영천 묘봉암 목우자수심결(永川 妙峰庵 牧牛子修心訣)은 대한민국 경상북도 영천시 청통면, 묘봉암에 있는 조선시대의 목판본 책이다. 2019년 8월 26일 경상북도의 유형문화재 제536호로 지정되었다.

## 지정 사유
이 책은 고려시대 보조국사 지눌(知訥, 1158∼1210)의 『修心訣』을 세조의 命으로 구결(口訣)하고 신미(信眉)가 국역한 간경도감본을 저본(底本)으로 하여 1500년(연산군 6)에 합천 봉서사에서 복각(覆刻)하여 간행한 책이다. 목판으로 간행된 선장본 형태이며, 표지는 개장(改裝)하였다.
저본인 간경도감본은 국가지정문화재(보물)로 지정된 사례가 있으며, 이번에 문화재로 지정 신청한 봉서사본은 보존상태가 양호할 뿐만 아니라 조선전기 불교학·불교사상사를 비롯해 간경도감 간행본 및 언해본 연구, 사찰 목판 인쇄문화를 살펴 볼 수 있는 중요한 자료라 판단되므로 유형문화재로 지정한다.

## 참고 문헌
- 영천 묘봉암 목우자수심결 - 국가유산청 국가유산포털